# Егоров, Павел Григорьевич (генерал)
Па́вел Григо́рьевич Его́ров (1 марта 1896 — август 1941) — советский военачальник, генерал-майор (1940). Погиб в бою.

## Биография
Родился Павел в семье сапожника. Детство прошло на современной улице Тургенева.
С началом Первой мировой войны призван в Русскую императорскую армию, в 1915 году учился в учебной команде, в том же году окончил школу прапорщиков. Войну закончил в звании подпоручика.
В августе 1918 года вступил в Красную Армию, назначен помощником командира, затем командиром полка в Калужской пехотной дивизии Западного участка отрядов завесы. С ноября 1919 года — командир 486-го стрелкового полка 54-й стрелковой дивизии 6-й армии Северного фронта. В 1920 году дивизия была переброшена на Западный фронт, участвовала в советско-польской войне. В феврале 1921 года П. Г. Егоров назначен инспектором Управления связи Московского военного округа, с июля 1921 года — в распоряжении Главного управления военно-учебных заведений. В августе 1921 года назначен начальником штаба 1-й Московской бригады курсантов, с ноября 1921 года — помощник начальника 2-х пехотных курсов той же бригады. В декабре 1921 года П. Г. Егоров назначен командиром 1-го Московского курсантского полка и направлен в Карелию для борьбы с белофиннами.
После войны, в марте 1922 года П. Г. Егоров назначен помощником начальника 2-х Московских пехотных курсов, в 1925 году окончил Военную академию им. М. В. Фрунзе, в августе 1925 года назначен начальником учебной части Ташкентской объединённой им. В. И. Ленина командной школы, с мая 1927 года в резерве РККА с откомандированием в распоряжение ВСНХ. С 1927 года служил во 2-м (Организационном) Управлении Штаба РККА, с октября 1927 года — помощник начальника 3-го отдела, с февраля 1930 года — помощник начальника 6-го отдела, с мая 1930 года — начальник 8-го сектора, с марта 1931 — 1-го сектора, с марта — помощник начальника 2-го Управления; с января 1935 года — начальник 1-го отделения 4-го сектора Штаба РККА.
В июне 1936 года П. Г. Егоров назначен командиром 11-й стрелковой дивизии, с мая 1937 года — помощник командира 14-й стрелковой дивизии, с августа 1939 года — командир 88-й стрелковой дивизии, командуя которой участвует в Польском походе РККА и Советско-финской войне. В июне 1940 года назначен начальником штаба Архангельского военного округа (АрхВО). Участник совещания высшего руководящего состава РККА 23—31 декабря 1940 года.
В начале Великой Отечественной войны на основе войск и управления АрхВО была образована 28-я армия. С 27 июня 1941 года П. Г. Егоров стал начальником штаба 28-й армии, участвовал в Смоленском сражении. К 3 августа 1941 года немецкие войска захватили Рославль, 28-я армия оказались в окружении. После гибели командарма В. Я. Качалова, П. Г. Егоров принял на себя командование армией. 4 августа 1941 года генерал Егоров докладывал в штаб Западного направления: 

28-я армия ведет бой с превосходящими силами в окружении в районе Ермолино, Самодидино, Лысловка, Шкуратовка, Озерявино. Войска пробиваются в юго-восточном направлении, одна группа через Рославль и одна к востоку. Задача — пробиться за реку Остер. Войска имеют потери массового характера, боеспособны. Прошу помочь авиацией главным образом истребителями.— Еременко А. И. В начале войны
 Вечером того же дня оставшиеся части 28-й армии пошли на прорыв из окружения, во время выхода из окружения П. Г. Егоров пропал без вести.
В мае 1971 года были обнаружены останки генерала Егорова и батальонного комиссара М. Е. Смирнова, погибшего вместе с ним. 22 июня 1971 года прах генерала Егорова и М. Е. Смирнова был перезахоронен в Рославле.

## Память
- П. Г. Егорову и М. Е. Смирнову поставлен памятник на месте их захоронения — в Сквере Памяти погибших воинов в Рославле.

## Воинские звания
- комбриг — 26.11.1935
- генерал-майор — 04.06.1940

## Награды
- Орден Красного Знамени — 1922
- Медаль «XX лет РККА» — 1938
- Нагрудный знак «Честному воину Карельского фронта» — 1922
- Наградное оружие

## Сочинения
- Окружение и разгром в исторических примерах. — М., 1940.
- Текст выступления на совещании высшего руководящего состава РККА 23-31 декабря 1940 года